# Alfredo Sivocci
Alfredo Sivocci (Milà, 4 de gener de 1891 - Milà, 10 de juliol de 1980) va ser un ciclista italià que fou professional entre 1910 i 1926.
Destaquen les seves participacions en el Giro d'Itàlia, en què guanyà tres etapes i finalitzà quatre vegades entre els 10 primers, sent la millor classificació la quarta posició final, aconseguida el 1922.
Era germà del també ciclista Ugo Sivocci.

## Palmarès
- 1909
  -  Campió d'Itàlia en ruta amateur
- 1911
  - Vencedor d'una etapa del Giro d'Itàlia
- 1913
  - 1r a la Coppa Pasquali de Ferrara
- 1916
  - 1r a l'Albissola-Alassio
  - 1r al Circuit Brianteo
  - 1r a la Milà-Albissola
- 1917
  - 1r al Giro de la província de Milà i vencedor d'una etapa, amb Gaetano Belloni
- 1919
  - 1r a la Torí-Trento-Trieste
  - 1r a la Seicento-Gran Fondo
  - 1r a la Cursa del XX de Setembre i vencedor de 2 etapes
- 1922
  - 1r al Giro del Vèneto
  - Vencedor d'una etapa del Giro d'Itàlia
- 1923
  - Vencedor d'una etapa del Giro d'Itàlia
- 1924
  - Vencedor d'una etapa del Giro d'Itàlia

### Resultats al Giro d'Itàlia
- 1911. 7è de la classificació general. Vencedor d'una etapa
- 1913. 24è de la classificació general
- 1919. Abandona
- 1921. 7è de la classificació general
- 1922. 4t de la classificació general. Vencedor d'una etapa
- 1923. 11è de la classificació general. Vencedor d'una etapa
- 1924. 10è de la classificació general. Vencedor d'una etapa